# Дволичност (филм)
Дволичност (енгл. „Duplicity“) је америчка акциона комедија из 2009. године. Џулија Робертс је за своју улогу седми пут била номинована за Златни глобус за најбољу главну глумицу.
Оперативка ЦИА-е Клер Стенвик и М16 агент Реј Ковал напустили су своје послове у владиним службама, како би учествовали у Хладном рату између две ривалске мултинационалне корпорације. Њихов задатак је да држе на сигурном формулу за производ који би донео богатство оној компанији која га патентира. Иако су обоје професионалци са детаљно разрађеним тактикама, појавиће се проблем који ће угрозити њихов посао јер им за њега није потребна хладна глава - љубав.

## Улоге
| Глумац         | Улога          |
| -------------- | -------------- |
| Џулија Робертс | Клер Стенвик   |
| Клајв Овен     | Реј Ковал      |
| Пол Џијамати   | Дик Гарсик     |
| Том Вилкинсон  | Хауард Тали    |
| Вејн Дувал     | Нед Гастон     |
| Кери Престон   | Барбара Боферд |
| Денис О'Хер    | Дјук Монахан   |